# Música experimental

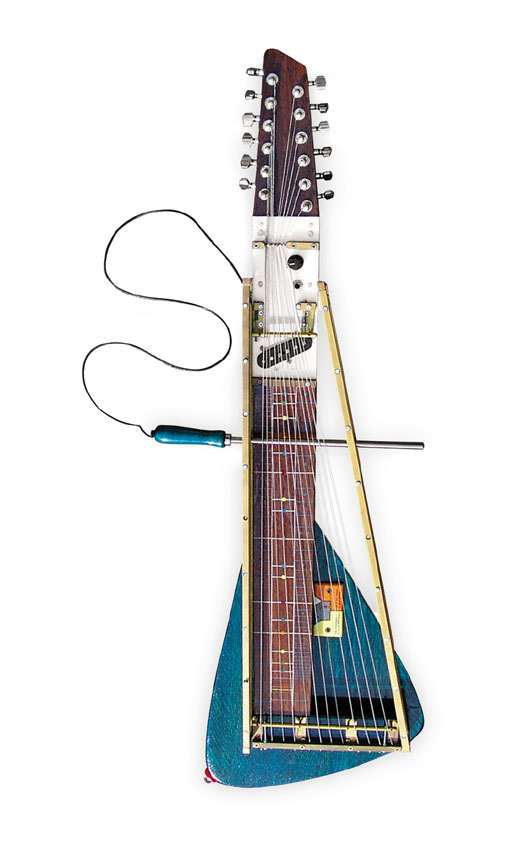
Moodswinger, 2006, Yuri Landman, Liars.

La música experimental és un tipus de música en la qual s'amplien les nocions existents de la música. En la música experimental es parteix d'idees i formes que encara estan en fase de desenvolupament en l'àmbit musical i experimentar activament a fi de trobar nous estímuls (com preparar instruments, agregant altres objectes en certes parts d'un instrument per produir diferents timbres o efectes; clústers, superposició de gran quantitat de notes; creació de nous instruments, ben modificant instruments tradicionals, o utilitzant d'objectes de la vida quotidiana com a nous instruments; formes de tocar no-convencionals, com el glissando, frullato, col legno, etc., amb el que s'aconseguia produir altres timbres i sons de l'instrument sense modificar l'instrument ni agregar-li objectes) que reorganitzin els conceptes artístics.
El terme va ser introduït per John Cage en 1955. Segons Cage, un fet experimental és aquell que produeix resultats no previsibles. En un sentit més ampli també es refereix a la música que busca desafiar les nocions preestablertes de què és la música. Aquest terme també va ser utilitzat originalment per designar a la música electroacústica en els inicis d'aquesta.

## Origen
L'origen de la música experimental és difús, però pot nomenar-se a Olivier Messiaen com un introductor d'elements no utilitzats abans com les "Ondas Martenot", instrument electrònic format per un teclat, un altaveu i un generador de baixa freqüència, el creador de la qual va ser Maurice Martenot. El gran deixeble de Messiaen, Pierre Boulez, comença a fusionar la música occidental amb l'oriental, alguna cosa no gaire comuna fins llavors.
En la música experimental, no només canvien les formes i les tècniques musicals, sinó que amb freqüència canvien també l'estructura i la localització de l'orquestra. Per exemple, el compositor John Cage es dedica a la "música concreta", és a dir, la utilització musical de tota classe d'objectes. Per la seva banda, Karlheinz Stockhausen, conegut per les seves innovacions en música electroacústica, es dedica a la música aleatòria i a la composició seriada. La seva obra “Gruppen” (en castellà, “Grups”) va ser escrita en dues etapes i requereix la utilització de 3 orquestres. Finalment, els compositors Steve Reich i Terry Riley conreen la música “repetitva” amb la superposició i repetició de sons gravats.
Es comença a utilitzar el sintetitzador i molts compositors escriuen per a orquestra, veu i, de manera nova, cinta magnetofònica. A més, destaca la influència oriental en la música contemporània i experimental.

## Música concreta
La música concreta és un gènere musical els fonaments teòrics del qual i estètics van ser originats a França per Pierre Schaeffer en els estudis de la radiodifusió francesa en 1948.
Sorgeix amb l'ús de les noves tecnologies en l'àmbit acústic, i el seu ús per aconseguir descontextualizar un so gravant-ho en un suport (analògic, com la cinta, o digital, com el CD) perquè en combinar-se amb uns altres aconseguir una estructura complexa i definitiva (com una partitura auditiva). aquesta descontextualización dels sons és el que fa que també es refereixin a aquesta música com a " música de sons fixats”, ja que els sons descontextualizados són fixats en un suport com la cinta, el CD o els arxius informàtics. Aquesta revolució de sons va suposar un canvi en l'estructura habitual de la música.

## Fluxus

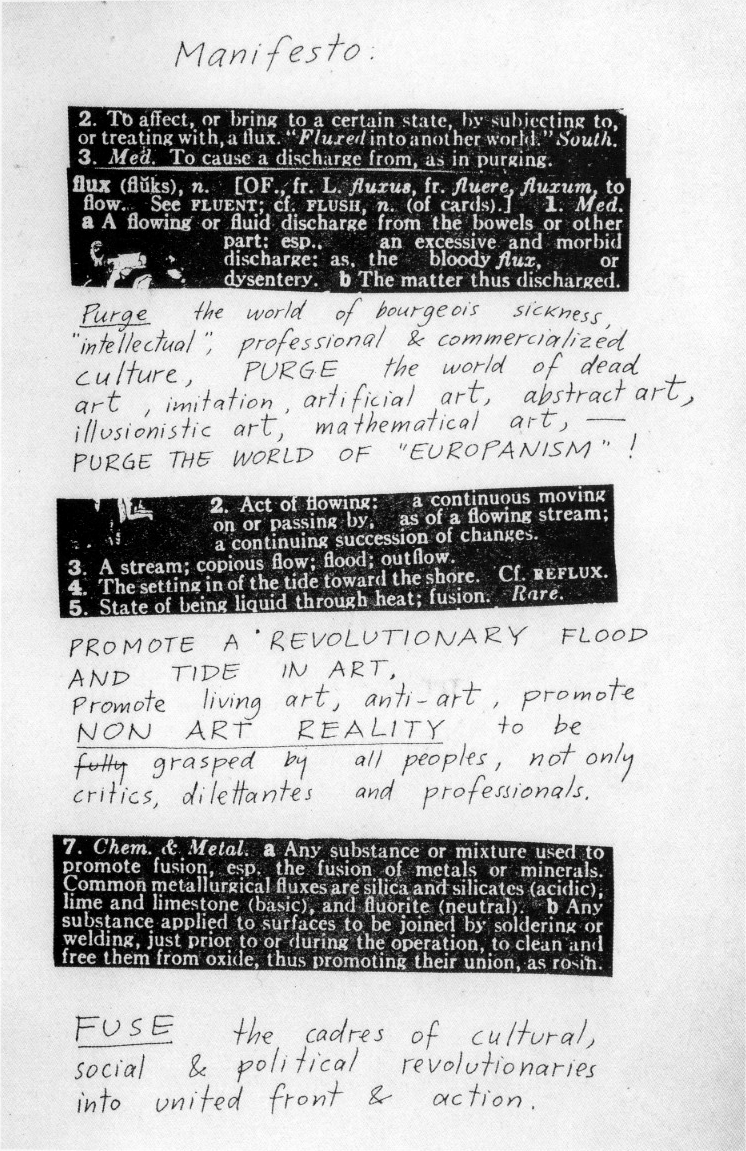
Manifest de Fluxus.

Fluxus es desenvolupa a Amèrica del Nord i Europa sota l'estímul de John Cage, no té com a premissa la idea de l'avantguarda com a renovació de la lingüística, sinó que pretén fer un ús diferent dels canals oficials de l'art que es desuneix de tot llenguatge específic, és a dir, té com a pretensió l'acolliment de diferents mitjans i materials procedents de camps diferents. En conclusió, el llenguatge no és la fi, sinó el mitjà per a una noció renovada de l'art.
Segons Fillioum, poeta i artista francès, el moviment Fluxus «abans que tot un estat de l'esperit, una manera de vida impregnat d'una superba llibertat de pensar, d'expressar i de triar. De certa manera Fluxus mai va existir, no sabem quan va néixer, després no hi ha raó perquè acabi».
La intenció principal de Fluxus és dissoldre l'art en el quotidià.

## Música minimalista
És un gènere originari dels Estats Units, que es cataloga com a experimental. Va començar a desenvolupar-se en els anys 1960 basada en l'harmonia consonant, en polsos constants, en l'estàtic o en les lentes transformacions, sovint en la reiteració de les frases musicals en petites unitats com a figures, motius i cèl·lules. El minimalisme es va expandir fins a ser l'estil més popular de la música experimental del segle xx. En els seus inicis va arribar a involucrar a dotzenes de compositors, a pesar que només quatre d'ells van aconseguir rellevància: Terry Riley, Steve Reich, Philip Glass i La Monte Young. A Europa els seus majors exponents són Louis Andriessen, Karel Goeyvaerts, Michael Nyman, Stefano Ianne, Gavin Bryars, Steve Martland, Henryk Górecki, Arvo Pärt, Wim Mertens i John Tavener.